# Vlaské (Malá Morava)
Vlaské (deutsch Blaschke) ist ein Ortsteil der Gemeinde Malá Morava in Tschechien. Er liegt drei Kilometer nordwestlich von Hanušovice und gehört zum Okres Šumperk.

## Geographie
Vlaské befindet sich am rechten Ufer der March im Hannsdorfer Bergland. Südöstlich erhebt sich die Vršava (Römerberg, 665 m), im Süden der Spáleniště (Brandberg, 717 m) und die Raškovská Bouda (Baudenberg, 801 m), südwestlich der Kamenáč (Steinberg, 656 m) und im Nordwesten der Ptáčník (Vogelstein, 645 m). Durch den Ort führt die Eisenbahnstrecke von Lichkov nach Hanušovice, an der Vlaské eine Bahnstation besitzt.
Nachbarorte sind Vysoká im Norden, Žleb im Nordosten, Hanušovice im Osten, Holba im Südosten, Křivá Voda im Südwesten sowie Vojtíškov im Nordwesten.

## Geschichte
Das zur Herrschaft Eisenberg gehörige Dorf wurde um 1590 gegründet. Die erste schriftliche Erwähnung von Na Vlaskym erfolgte im Jahre 1596. 1677 bestand der Ort aus 18 Anwesen. Im Jahre 1793 lebten in den 20 Häusern von Plasche 263 Menschen. 1838 betrug die Zahl der Bewohner 242, sie lebten in 21 Häusern und ernährten sich vor allem vom Flachsanbau und -spinnerei.
Nach der Aufhebung der Patrimonialherrschaften bildete Blaschke ab 1850 eine politische Gemeinde im Bezirk Mährisch Schönberg und gehörte zum Gerichtsbezirk Altstadt. Im Jahre 1921 lebten in den 44 Häusern des Dorfes 261 Deutsche, acht Tschechen und drei Ausländer. Konfessionell war die gesamte Einwohnerschaft, mit Ausnahme von drei Juden, katholisch. 1930 bestand Blaschke aus 46 Häusern und zählte 240 deutsche und 22 tschechische Einwohner.
Infolge des Münchner Abkommens wurde die Gemeinde 1938 dem Deutschen Reich zugeschlagen und gehörte bis 1945 zum Landkreis Mährisch Schönberg. 1939 hatte die Gemeinde 215 Einwohner. Nach dem Zweiten Weltkrieg erfolgte die Vertreibung der deutschen Bewohner.
1948 wurde Vlaské nach Vojtíškov eingemeindet und kam 1961 zusammen mit diesem zu Malá Morava. 1991 hatte der Ort 34 Einwohner. Im Jahre 2001 bestand das Dorf aus 15 Wohnhäusern, in denen 37 Menschen lebten.
Zu Vlaské gehört die Ansiedlung Na Zámečku (Am Schloßstein). Die östlich über dem Dorf und der March auf dem 550 m hohen bewaldeten Hügel Zámeček (Schloßstein) gelegene Häusergruppe gilt als beliebtes Feriendomizil.